# Karin Nordberg
Karin Margareta Nordberg, född 23 september 1940 i Sundsvall, är en svensk journalist, idéhistoriker och medieforskare. 

## Biografi
Nordberg avlade studentexamen 1960, utexaminerades från Bar-Lock-institutet 1961 och blev medlem i Alliance française 1962. Hon var anställd vid Empacel i Paris 1961–1962 och vid Svenska institutet 1962–1963.
Hon utexaminerades från Journalistinstitutet 1964 och arbetade vid Västernorrlands Allehanda 1963–1965 och vid Riksradion 1968. Hon genomgick TV-producentutbildning 1969 och arbetade sedan vid TV 1 1969–1973, vid SvT:s Umeådistrikt 1973–1977 samt vid Radio Västerbotten 1977–1981. Hon arbetade därefter vid Riksradion från 1981 med bland annat programmen Radio Ellen och Gråt inte, forska.
Nordberg blev filosofie kandidat 1988 och filosofie doktor 1998 på en avhandling om radions betydelse för folkbildningen under perioden 1925–1950. Efter disputationen 1998 har hon arbetat vid institutionen för medier och kommunikation vid Umeå universitet.

### Familj
Karin Nordberg är dotter till kronofogden John Nordberg och skolköksläraren Maja Huss.